# Киндия (провинция)
Киндия (фр. Kindia) — регион на западе Гвинеи. Административный центр — Киндиа.
Площадь — 28 873 км². Население — 1 432 900 человек (на 2009 год).

## География
На севере и западе граничит с регионом Боке, на северо-востоке с регионом Лабе, на востоке с регионом Маму, на юго-западе со столичным регионом Конакри, на юго-востоке со Сьерра-Леоне. На юго-западе находится побережье Атлантического океана.
Географически провинция Киндия находится в регионе Нижняя Гвинея.

## Административное деление
Административно провинция подразделяется на пять префектур:
- Койя
- Дубрека
- Форекария
- Киндия
- Телимеле